# 오비히로 화물역
오비히로 화물역(일본어: 帯広貨物駅)은 일본 홋카이도 오비히로시에 있는 일본화물철도 네무로 본선의 화물전용역이다. 2011년 3월 12일 개정에 의해, 오비히로 역부터 개칭되었다.

## 구조
3면 5선의 컨테이너 승강장을 가진 지상역이다. 승강장은 남북쪽으로 나란히, 북쪽의 승강장에도 승강장이 있다.

## 취급 화물
이 역은 컨테이너 화물과 전용선 발착의 차급화물의 취급역이다.
컨테이너 화물은, 12ft · 20ft · 30ft 컨테이너, ISO 규격의 20ft 해상 컨테이너를 취급한다. 취급품은, 발송화물로는, 채소, 설탕, 콩, 유제품등, 도착화물로는, 적재 화물, 쌀, 식품, 화학 공업품 등이 주 품목이다. 산업 폐기물 · 특별관리산업폐기물의 취급허가를 얻고 있어, 이것이 들어오던 컨테이너의 취급도 가능.

## 역 주변
- 국도 제38호선
- 국도 제241호선
- 오비히로 강
- 이스즈 자동차 오비히로 부품 센터

## 인접 정차역
| 일본화물철도 네무로 본선 | 일본화물철도 네무로 본선 | 일본화물철도 네무로 본선 |
| ------------------------ | ------------------------ | ------------------------ |
| 니시오비히로 신토쿠 방면 | 네무로 본선              | 하쿠린다이 구시로 방면   |